# Victor Maurel
Victor Maurel (Marseille, 1848. június 17. – New York, 1923. október 22.) francia bariton operaénekes volt. Zenei tanulmányait a párizsi konzervatóriumban végezte. Az első operai fellépése 1868-ban, Párizsban volt. 1873-ban Londonban is fellépett. Maurel az előadásmódjával és a hangjával lett híres. Énekelt Giuseppe Verdi Otellójában, Jágó szerepében (1887), a Falstaffban (1893) valamint ő alakította először Toniot Leoncavallo Bajazzók (1892) operájában. Egyaránt jól alakított Wagner operákban és az olasz operákban is. Később, 1909-ben New Yorkba költözött, ahol tovább folytatta operaénekesi karrierjét.

## Fordítás
- Ez a szócikk részben vagy egészben  a   Victor Maurel című angol Wikipédia-szócikk ezen változatának fordításán alapul.  Az eredeti cikk szerkesztőit annak laptörténete sorolja fel. Ez a jelzés csupán a megfogalmazás eredetét és a szerzői jogokat jelzi, nem szolgál a cikkben szereplő információk forrásmegjelöléseként.